# 弗蘭蒂爾山
72°59′S 160°20′E / 72.983°S 160.333°E
弗蘭蒂爾山（英語：Frontier Mountain），是南極洲的山峰，位於維多利亞地的彭內爾海岸，海拔高度2,805米，屬於奧特巴克冰原島峰的一部分，由新西蘭探險隊命名，現時由南極條約體系管理。